# Aulacorhynchus albivitta
El tucanet gorjagrís (Aulacorhynchus albivitta) és una espècie d'ocell de la família dels ramfàstids (Ramphastidae) que sovint és considerat una subespècie d'Aulacorhynchus prasinus. Habita els boscos dels Andes de Colòmbia, est de l'Equador i oest de Veneçuela.

## Taxonomia
Antany considerat coespecífic d'Aulacorhynchus prasinus va ser deslligat d'aquesta espècie arran els treballs de Puebla-Olivares et al. 2008. 

Actualment es considera que Aulacorhynchus griseigularis és una de les seves subespècies.